# Häljesta

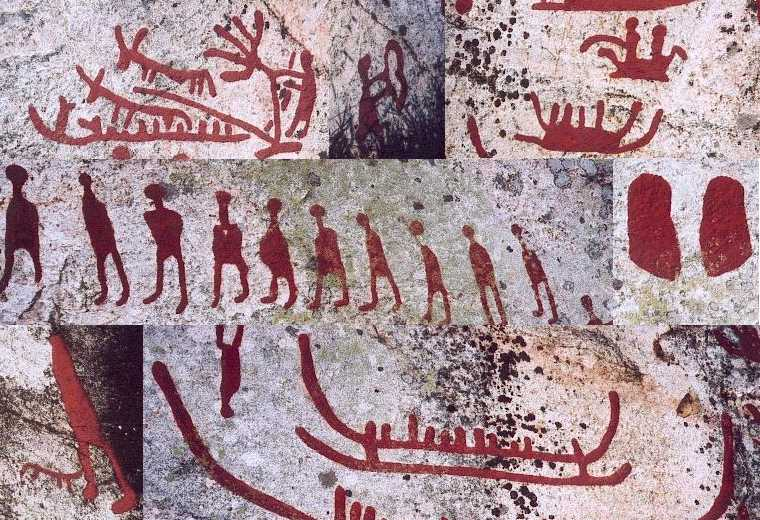
Bildmontage av hällristningar i Häljesta. Överst till vänster; plöjning med oxar, i mitten bågskytt, till höger fiske med metspö i en liten båt. Mellersta raden till vänster; en av två långa rader med människor, kanske en begravningsprocession, till höger; fotsulor, en vanlig symbol i hällristningar. Nedersta raden till vänster; man med hund, till höger; typiska hällristningsskepp med uppåtkrökta strävor i för och akter och "utriggare".

Häljesta är en lokal Munktorps socken, Köpings kommun där Västmanlands största hällristning finns, med två hällar som omfattar 225 symboler och figurer. Ristningarna upptäcktes 1957 av Bengt-Göran Larsson, som då var en pojke som bodde vid gården. Hällristningar brukar dateras till bronsåldern, det vill säga 1800-500 f.kr. då fälten nedanför var en vik av Mälaren.
Hällarna vid Häljesta har flera ovanliga motiv, bland annat plöjningsmotiv, en bågskytt och ett annars okänt rutmönster som antagits symbolisera åkermark. De är samtida med ristningarna kring Tanums socken i Bohuslän där det finns många likartade avbildningar.[källa behövs]